# Les Chauffeurs du Nord
Les chauffeurs du Nord est un livre-jeu écrit par Joël Augros et Patrick Gervaise en 1988, et édité par Posidonia Editions dans la collection Histoires à jouer : Sherlock Holmes, dont c'est le neuvième tome.